# Sextans-Zwerggalaxie
Die Sextans-Zwerggalaxie ist eine spheroidale Zwerggalaxie (dSph). Sie wurde 1990 von den Astrophysikern Mike Irwin, M.T. Bridgeland, P.S. Bunclark und R.G. McMahon als achte Satellitengalaxie der Milchstraße im Sternbild des Sextanten entdeckt.

## Eigenschaften
Die auch als dE3 klassifizierte Zwerggalaxie entfernt sich mit Geschwindigkeit von 224 km/s von der Milchstraße und zeigt eine entsprechende Rotverschiebung. Die Galaxie hat eine Entfernung von etwa 290.000 Lichtjahren von unserem Sonnensystem.

## Weiteres
- Liste der Satellitengalaxien der Milchstraße
- Liste der Galaxien der Lokalen Gruppe